# Jake Quickenden
Jake Quickenden, właściwie Jacob Quickenden (ur. 3 września 1988 w Scunthorpe) – brytyjski piosenkarz, piłkarz i osobowość telewizyjna.

## Życiorys

### Kariera sportowa
Karierę sportową zaczynał jako nastolatek. Grał jako skrzydłowy lub napastnik w drużynie piłkarskiej Scunthorpe United, z której odszedł po doznaniu kontuzji (złamanie nogi). Po zakończeniu rehabilizacji przyjął propozycję gry w australijskiej drużynie piłkarskiej Sunshine George Cross, w której grał przez kolejne dwa lata. W 2012 roku trafił do angielskiej drużyny Frickley Athletic, z której odszedł rok później. W latach 2013–2015 był piłkarzem Bottesford Town. W 2017 roku dołączył do drużyny Ossett Town.

### Kariera muzyczna i inna działalność medialna
W 2012 roku wziął udział w przesłuchaniach do dziewiątej edycji programu The X Factor. Podczas castingów przed jurorami zaśpiewał piosenkę Kings of Leon „Use Somebody” i zdobył uznanie sędziów, dzięki czemu przeszedł do etapu tzw. „bootcampu”. Pomyślnie przeszedł dwie rundy i dostał się do drużyny, której mentorką była Nicole Scherzinger, ale odpadł na etapie domów jurorskich. Po udziale w konkursie został prezenterem stacji Chart Show TV.
W 2014 roku ponownie wystartował w przesłuchaniach, tym razem do jedenastego sezonu talent show. Po wykonaniu dwóch piosenek, „All of Me” Johna Legenda i „Say Something” zespołu A Great Big World, zdobył uznanie jurorów i zakwalifikował się do tzw. „bootcampu”. Przeszedł dwie rundy i trafił do drużyny prowadzonej przez Mel B. Dostał się do odcinków na żywo, ostatecznie zajął dwunaste miejsce, odpadając w trzecim odcinku. Od 20 listopada do 7 grudnia brał udział w czternastej edycji reality show I’m a Celebrity...Get Me Out of Here!. Dotarł do ostatniego odcinka programu, w którym zajął drugie miejsce po zdobyciu 40,09% głosów telewidzów.
9 sierpnia 2015 roku wydał swój debiutancki album studyjny, zatytułowany I Want You. 1 kwietnia 2016 roku wydał drugą płytę, zatytułowaną New Chapter, która promowana była przez single „Blindfold” i „Can’t Stand the Rain”. Od 7 stycznia do 11 marca 2018 roku uczestniczył w dziesiątej edycji programu ITV Dancing on Ice. Jego partnerką taneczną była Vanessa Bauer, z którą zajął pierwsze miejsce w finale.

### Życie prywatne
Od grudnia 2014 roku jest związany z Danielle Fogarty.

## Dyskografia

### Albumy studyjne
- I Want You (2015)
- New Chapter (2016)